# Cabralzinho
Cabralzinho, właśc. Carlos Roberto Ferreira Cabral (ur. 2 stycznia 1945 w Santos) – brazylijski piłkarz, grający na pozycji napastnika, trener piłkarski.

## Kariera piłkarska

### Kariera klubowa
W 1961 rozpoczął karierę piłkarską w Santosie FC. Potem występował w São Bento i Bangu AC. Jako zawodnik Bangu był częścią zespołu Houston Stars, który brał udział w 1967 roku w mistrzostwach United Soccer Association. Następnie bronił barw klubów Fluminense FC, SE Palmeiras i CR Flamengo, gdzie zakończył karierę w 1971 roku.

## Kariera trenerska
Karierę szkoleniowca rozpoczął w 1979 roku. Trenował kluby Santa Helena, drużynę juniorów Santosu FC, reprezentację stanu São Paulo FC, São Bento, Al-Arabi, Mogi Mirim, Al-Shamal, Al-Sadd, Santos FC, Al-Rayyan, Portuguesa, Guarani FC, Paranaense, Goiás EC, São José, Al-Ain, Liga de Quito, Al-Ahli, Hajer, Al-Qadisiyah, Figueirense, Zamalek, Campinense, Espérance, Al-Ittihad Al-Sakndary, CS Oberkorn oraz Syrianska FC.
Od stycznia do lutego 1989 roku prowadził narodową reprezentację Kataru. Również trenował młodzieżowe reprezentacje Kataru U-17 oraz Arabii Saudyjskiej U-20.

## Sukcesy i odznaczenia

### Sukcesy trenerskie
Zamalek
- zdobywca Superpucharu Egiptu: 2001/02
- mistrz Egiptu: 2002/03
- mistrz Afrykańskiej Ligi Mistrzów: 2002
- zdobywca Super Pucharu Afryki: 2003

Espérance
- zdobywca Pucharu Tunezji: 2008